# South Rockwood
South Rockwood – wieś w Stanach Zjednoczonych, w stanie Michigan, w hrabstwie Monroe.